# ロティ

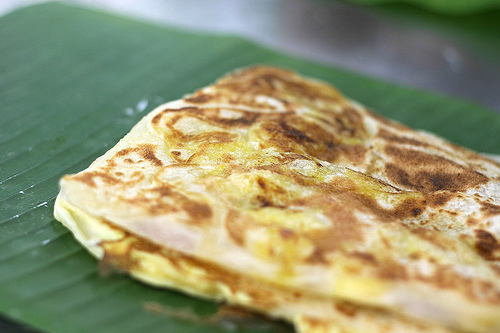
ロティ・チャナイ

ロティ（英: Roti(英語版)、ヒンディー語: रोटी、ウルドゥー語： روٹی ローティ、ローティーとも）は、サンスクリット語で「パン」を意味する（rotikā）。
狭義ではインドやパキスタン、アフリカ諸国等で一般的に食されている小麦粉を使った無発酵パンの一種。小麦全粒粉を使ったものはチャパティという名称になる。
鉄板で焼き、平たい形をしている（フラッドブレッド）。主食として、また軽食や菓子として食される。カレーにつけて食べたり、バナナや練乳と一緒に食べたりする。屋台でもよく見られる。
広義では小麦粉の生地を焼いたものであり、精白粉／全粒粉、酵母発酵／無発酵を問わず、また西洋式のパンやビスケット、クッキーなども含まれる。